# Festa per al joc i joguina en català
La Festa per al joc i la joguina en català és una activitat que l'entitat Plataforma per la Llengua organitza cada any des del 2004. Aquesta activitat serveix per reivindicar el dret de les persones consumidores a gaudir de l'oci en llengua catalana.
La Festa s'engloba en la campanya «En català, jugues?» i vol sensibilitzar les empreses a l'ús del català a l'hora de comercialitzar productes destinats a les criatures dels Països Catalans, a les etiquetes, instruccions i descripcions de jocs, joguines, vídeos, vídeojocs i d'altres materials adreçats als infants i adolescents. A més, vol estimular les administracions públiques a legislar en la matèria. En mostrar jocs adaptats, de manera festiva incita tothom que cerca un regal a tenir en compte la llengua i aspri--ira a motivar els botiguers perquè pressionin els proveïdors i fabricants a respectar la llengua.
És una jornada lúdica que s'organitza a finals de novembre quan, amb motiu de la proximitat de les festes de Nadal i Reis, comença la campanya de la compra de joguines per als nens; un dels actes de la Festa és el de demanar als Reis «Poder jugar en català» —a l'edició de 2006 es van enviar 20.000 cartes amb aquesta petició. i a la del 2010 van ser 24.000. En l'organització de la festa també hi participen altres entitats com Consum Català, administracions, empreses i mitjans de comunicació. Segons un estudi de la Plataforma per la Llengua, l'any 2011 el percentatge de joguines etiquetades en català era d'un 6%, dada que suposa un augment respecte al 4,8% del 2007.